# Top 2000 à Go-Go
Top 2000 à Go-Go (volgens de eigen leader gespeld als Top 2000 A GOGO) is een Nederlands televisieprogramma, dat wordt uitgezonden tussen Kerst en Oud en Nieuw. De basis van het programma, dat in 2002 voor het eerst op de buis verscheen, is de NPO Radio 2 Top 2000 zoals die sinds 1999 jaarlijks door muziekliefhebbers en de luisteraars wordt bepaald en in de laatste week van het jaar integraal wordt uitgezonden door de Nederlandse publieke radiozender NPO Radio 2.
De presentatie lag oorspronkelijk in handen van Matthijs van Nieuwkerk, totdat deze eind 2022 geschorst werd. Als vervanger werd in 2022 Herman van der Zandt aangetrokken. In 2023 werd de presentatie gedaan door Diederik Ebbinge. De presentator wordt steevast bijgestaan door muziekkenner Leo Blokhuis.

## Onderdelen
Het programma kenmerkt zich door de volgende elementen:
- De opname vindt plaats in het TOP 2000 café, de eerste twee jaren vanuit Hal 4 in Rotterdam en daarna in Beeld en Geluid in Hilversum, van waaruit sinds december 2010 ook de NPO Radio Top 2000 door NPO Radio 2 wordt uitgezonden;
- Het aanwezige publiek wordt regelmatig naar de eigen muziekvoorkeur gevraagd;
- Een korte quiz met 2 bekende Nederlanders waarbij audiofragmenten en videoclips centraal staan;
- Een gast (ook bekende Nederlander) die als lijstduwer komt uitleggen waarom een bepaalde plaat te laag staat in de Top 2000;
- Een gast die uit eigen ervaring een anekdote vertelt over een bekende artiest of groep, als voetnoot in de popgeschiedenis;
- Leo Blokhuis die als pop-professor en NPO Radio 2 dj een uiteenzetting geeft van de historie van een bepaalde plaat;
- Gedurende het programma worden korte fragmenten getoond van videoclips uit de NPO Radio 2 Top 2000.

De openingstune van het programma is We Are Family van de Amerikaanse groep Sister Sledge.

## Publicatie
- Matthijs van Nieuwkerk, Leo Blokhuis, Dirk Jan Roeleven en Arjan Vlakveld: Het Grote Top 2000 a Gogo kijk-, lees- en luisterboek (boek met 2 audio-cd's en 2 dvd's), Amsterdam, De Bezige Bij, 2015. ISBN 978-90-234-9546-8.

## Trivia
- Het gezellige buurtcafé waar Top 2000 à Go-Go zich lijkt af te spelen, wordt elk jaar opnieuw opgebouwd in het gebouw van Beeld en Geluid op het Media Park in Hilversum en werd oorspronkelijk ontworpen door regisseur Theo Uittenbogaard voor het NTR-tv-programma Zaal Hollandia (2002). Vanuit dit café wordt in de laatste week van het jaar sinds 2010 ook de NPO Radio 2 Top 2000 door NPO Radio 2 uitgezonden.
- Behalve de presentator zijn ook de zender en het tijdstip vanaf 2022 anders: Na twintig jaar rond half acht op Nederland 3/NPO 3 te zijn uitgezonden, is het programma vanaf 2022 rond 22:15 op NPO 1 te zien. Uitzondering is de aflevering van oudejaarsavond, die om 20.30 is uitgezonden. In 2023 was het opnieuw bij NPO 1 te zien, maar dan vanaf 19:00 uur. In 2024 was het eveneens op NPO 1 te zien maar dan rond 21:30 uur.